# Wioski
Wioski – część Imielina położona na zachodzie miasta, przy granicy z Lędzinami.
We Wioskach występuje zabudowa domów jednorodzinnych. Dużą część dzielnicy zajmują pola.